# Serolis leachi
Serolis leachi là một loài chân đều trong họ Serolidae. Loài này được Brandt miêu tả khoa học năm 1988.